# Distrikt El Eslabón
Der Distrikt El Eslabón liegt in der Provinz Huallaga in der Region San Martín in Nordzentral-Peru. Der Distrikt wurde am 10. Oktober 1963 gegründet. Er besitzt eine Fläche von 125 km². Beim Zensus 2017 wurden 2153 Einwohner gezählt. Im Jahr 1993 lag die Einwohnerzahl bei 1500, im Jahr 2007 bei 2804. Sitz der Distriktverwaltung ist die 286 m hoch gelegene Ortschaft El Eslabón mit 1277 Einwohnern (Stand 2017). El Eslabón befindet sich 11 km südsüdöstlich der Provinzhauptstadt Saposoa.

## Geographische Lage
Der Distrikt El Eslabón liegt im Südosten der Provinz Huallaga. Der Río Saposoa durchquert das Areal in südöstlicher Richtung.
Der Distrikt El Eslabón grenzt im Westen an den Distrikt Piscoyacu, im Norden an den Distrikt Saposoa, im Osten an den Distrikt Bellavista (Provinz Bellavista), im Südosten an den Distrikt Tingo de Saposoa sowie im Südwesten an den Distrikt Sacanche.